# Comics Bulletin
Comics Bulletin est un webzine américain consacré aux comic books. Il a été fondé par Jason Brice en 2000, sous le nom Silver Bullet Comic Books, puis relancé en 2008 sous son nom actuel. Ce site web fournit des actualités, chroniques, critiques et interviews sur les comics. Comics Bulletin a été nommé à plusieurs Eagle Awards, où il a été récompensé dans la catégorie « Favourite Comics-Related Website » en 2005. En sommeil à partir de 2021, il a été relancé à nouveau en 2025.